# Maik Kowalleck

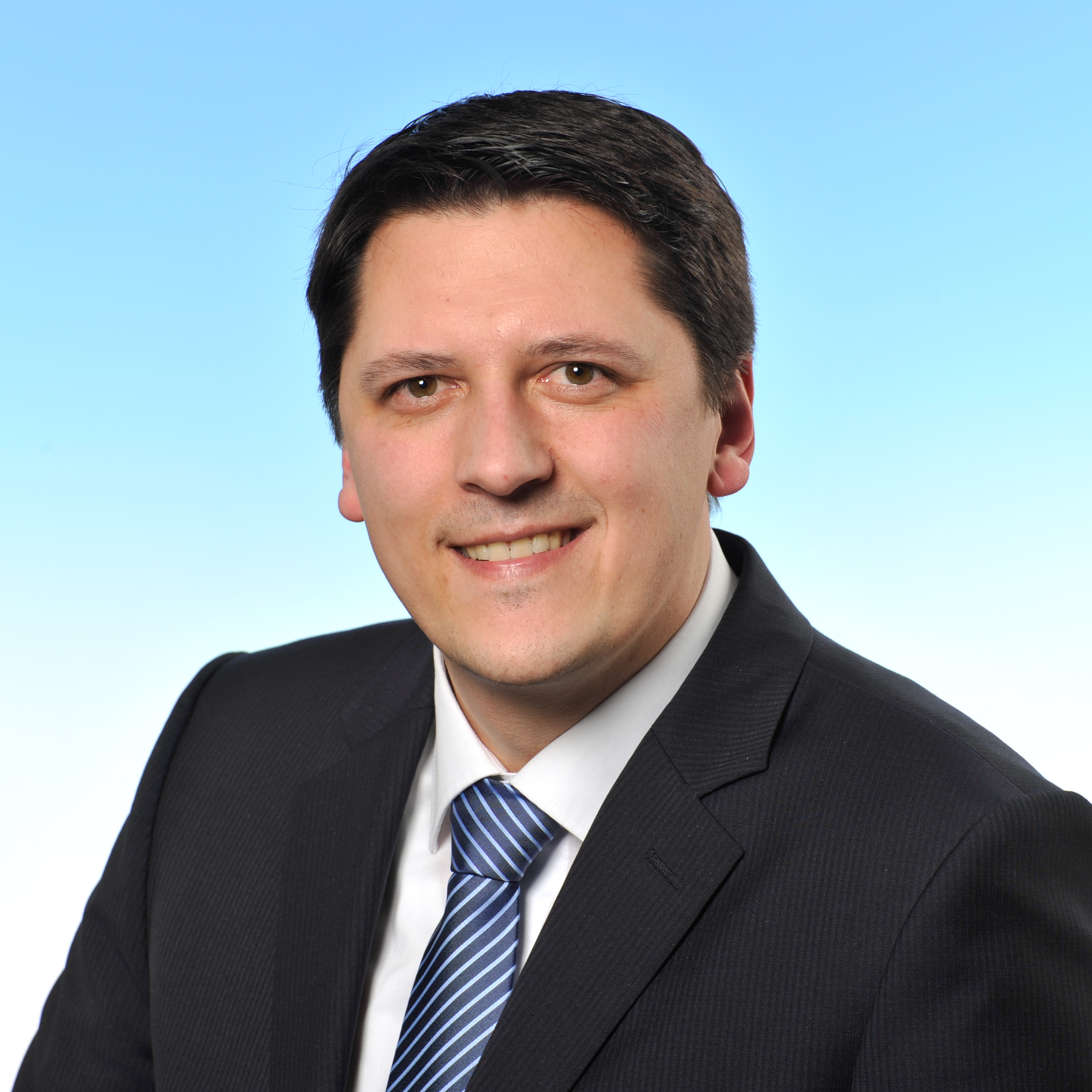
Maik Kowalleck (2016)

Maik Kowalleck (* 2. August 1974 in Saalfeld/Saale) ist ein deutscher Politiker (CDU) und seit 2009 Mitglied des Thüringer Landtags.

## Werdegang

### Ausbildung
Zwischen 1981 und 1991 besuchte Kowalleck die Oberschule VI in Saalfeld/Saale, die er 1991 mit der Mittleren Reife verließ. Kowalleck, der seit 1992 Mitglied der Jungen Union war, legte 1993 das Abitur am Saalfelder Erasmus-Reinhold-Gymnasium ab. Nach der Ableistung seines Wehrdienstes in Perleberg und Bad Frankenhausen absolvierte er von 1994 bis 1997 in Saalfeld eine Ausbildung zum Kaufmann für Bürokommunikation. Zwischen 1997 und 2000 studierte Kowalleck Psychologie an der Friedrich-Schiller-Universität Jena. Ab 2000 ist er freiberuflich im Bereich der Projektentwicklung und Finanzierung tätig. Er erwarb 2003 einen Abschluss als Finanzfachmann und 2006 einen Abschluss als Betriebswirt.

### Politik
Seit 1995 ist Kowalleck Mitglied der CDU, seit 1997 gehört er dem Saalfelder Stadtrat an, wo er derzeit Vorsitzender des Rechnungsprüfungsausschusses ist. 2004 wurde er auch Mitglied des Kreistages im Landkreis Saalfeld-Rudolstadt. Von 2006 bis 2009 war er CDU-Kreisgeschäftsführer im Kreisverband Saalfeld-Rudolstadt. Seit 2014 ist er ehrenamtlicher Beigeordneter des Landkreises Saalfeld-Rudolstadt.
Seit der Landtagswahl in Thüringen 2009 gehört Kowalleck dem Thüringer Landtag an. Er gewann bis einschließlich der Wahl 2019 jeweils das Direktmandat im Wahlkreis Saalfeld-Rudolstadt II. Hier ist er Mitglied im Bildungsausschuss sowie im Haushalts- und Finanzausschuss, in dem er bis 2014 stellvertretender Vorsitzender ist. In seine CDU-Fraktion ist er seit 2015 als finanzpolitischer Sprecher. Nach der Landtagswahl 2019 wurde Kowalleck zum Parlamentarischen Geschäftsführer der CDU-Fraktion gewählt. Bei der Neuwahl des Fraktionsvorstands am 2. März 2020 trat er nicht mehr an. Aktuell übt er in seiner Fraktion neben der Sprecherfunktion für haushalts- und finanzpolitische Themen auch die des jugendpolitischen Sprechers aus. Im 7. Thüringer Landtag ist er Mitglied des Ausschusses für Bildung, Jugend und Sport, dem Haushalts- und Finanzausschuss sowie dem Untersuchungsausschuss 7/2.
Weiterhin engagiert er sich in den parlamentarischen Freundeskreisen Kaliningrad und Uruguay.

### Mitgliedschaften und Ehrenamt
Von 2003 bis 2009 war Kowalleck sowohl Aufsichtsratsmitglied der Saalfelder Feengrotten und Tourismus GmbH, als auch ehrenamtlicher Richter am Verwaltungsgericht Gera.
Kowalleck ist Mitglied im Thüringer Meer e. V. und ebenfalls im Förderverein Theater Rudolstadt e. V. Er engagiert sich darüber hinaus in der Mittelstands- und Wirtschaftsvereinigung der CDU.
Darüber hinaus ist Kowalleck Mitglied im Förderkreis der Musikschule Saalfeld und im Feuerwehrverein Saalfeld e. V.

### Privates
Kowalleck ist verheiratet und Vater zweier Kinder. Er ist evangelischer Konfession.

## Politische Positionen
Nach der Thüringer Landtagswahl 2019 und dem Eklat um die Wahl des kurzzeitigen Ministerpräsidenten Thomas Kemmerich von der FDP vereinbarten Linke, SPD und Grüne mit der CDU einen sogenannten „Stabilitätspakt“, um mit der Minderheitsregierung Ramelow bis zu einer Neuwahl 2021 stabile Verhältnisse für Thüringen zu schaffen. Demnach sollte sich der Landtag mit den Stimmen von Linken, SPD, Grünen und CDU 2021 auflösen und damit vorgezogene Landtagswahlen ermöglichen. Während CDU-Fraktionschef Mario Voigt die für den 19. Juli 2021 geplante Auflösung des Thüringer Landtags forderte, um den Weg für eine Neuwahl am 26. September 2021 frei zu machen, kündigten Kowalleck und drei weitere CDU-Abgeordnete im Mai 2021 an, ihre Zustimmung zu verweigern und damit die nötige Zweidrittelmehrheit platzen zu lassen.
Neben Kowalleck wollen auch Michael Heym aus Südthüringen, Christina Tasch aus dem Eichsfeld und Jörg Kellner aus dem Kreis Gotha nicht zustimmen; sie erklärten gemeinsam, sie könnten keinen gewichtigen Grund dafür erkennen, den Landtag aufzulösen. Sie verwiesen darauf, dass die Landesregierung Ramelow (Linke) ihren Geschäften nachgehe und der beschlossene Haushalt Sicherheit für das Land biete. Laut MDR sind alle vier Abgeordneten Gefolgsleute des bei der Landtagswahl 2019 gescheiterten Ex-CDU-Chefs Mike Mohring und die „Renitenz der Vier“ sei ein Zeichen dafür, dass der 2019 gescheiterte Mohring immer noch Einfluss in der Partei habe. Auch seien Kellner, Heym und Tasch dem Ruhestand nahe, was ein weiterer Grund sein könnte, dass sie den jetzt sicheren Posten nicht aufgeben wollten.

## Schulprojekt Trinkbrunnen
Vor über zehn Jahren startete Kowalleck ein Projekt zum Bau kreativer und einzigartig gestalteter Trinkbrunnen an Schulen im Landkreis Saalfeld-Rudolstadt. Bereits im ersten Jahr konnte Kowallecks Projekt fünf Trinkbrunnen einweihen. Mittlerweile konnten 14 Trinkbrunnen an Schulen im Landkreis übergeben werden.